# Trautmannsdorf in Oststeiermark
Trautmannsdorf in Oststeiermark là một đô thị thuộc huyện Feldbach trong bang Steiermark, nước Áo. Đô thị Trautmannsdorf in Oststeiermark có diện tích 7,29 km², dân số cuối năm 2005 là 326 người.